# Pitkäjärvi (sjö i Finland, Birkaland, lat 61,83, long 23,53)
Pitkäjärvi är en sjö i Finland. Den ligger i kommunen Ikalis i landskapet Birkaland, i den sydvästra delen av landet, 200 km norr om huvudstaden Helsingfors. Pitkäjärvi ligger 165 meter över havet. I omgivningarna runt Pitkäjärvi växer i huvudsak blandskog. Arean är 33 hektar och strandlinjen är 6,17 kilometer lång. Sjön  ingår i Kumo älvs huvudavrinningsområde. 